# Данило Пейович
Данило Пейович (на хърватски: Danilo Pejović) е югославски и хърватски философ, член на школата „Праксис“.

## Биография
Роден е на 6 март 1928 г. в Лудбрег, Кралство Югославия. По време на Втората световна война се включва в комунистическата съпротива в Югославия. През 1953 г. завършва философия в Загребския университет. През 1958 г. защитава дисертация по философия в Загребския университет върху онтологията на Николай Хартман. До 1966 г. е президент на Хърватското философско общество.
Пейович е част от тази част от югославското философско мислене, която заема критични и неортодоксални позиции. През 1956 г. става асистент в Загребския университет, от 1971 г. е редовен професор по естетика и история на философията. Когато е създадено списание „Праксис“ през 1964 г. Пейович става част от редакторската му колегия заедно с Гайо Петрович.
Сътрудничеството на Пейович с школата „Праксис“ не трае дълго. След атаките на политиците срещу „Праксис“ през лятото на 1966 г. Пейович напуска поста си като съредактор на списанието и прекратява отношението си с школата, атакувайки бившите си колеги. По-късно разлика от бившите си колеги в „Праксис“ той осъжда югославските студентски демонстрации през 1968 г. Пейович често преподава в Австрия, Швейцария, Италия, Англия, СССР, Чехия, България, Румъния и Индия и като гост-професор в университетите в Мюнхен и Париж. Данило Пейович е член на Дружеството на хърватските писатели и неговия съвет и член на хърватския ПЕН клуб. Той е бил вицепрезидент на Матица Хърватска през 70-те години. След като се пенсионира през 1999 г., е назначен за почетен професор в Катедрата по философия, където до смъртта си работи на непълно работно време.
Данило Пейович е носител на две награди „Матица Хърватска“ (1967 и 1970) и мемориален медал на Загребския университет (1998 г.). Той е чуждестранен член на Академията на науките и изкуствата на Босна и Херцеговина.
Умира на 4 октомври 2007 г. в Загреб, Хърватия.

## Основни произведения
- Francuska prosvjetiteljska filozofija, Nakladni zavod Matice Hrvatske, Загреб 1957. 4. izd. 1983.
- Realni svijet. Temelji ontologije Nikolaja Hartmana, Nolit, Beograd 1960.
- Protiv struje, Mladost, Zagreb 1965.
- Suvremena filozofija zapada, MH, Zagreb, 1967, 4.izd. 1983.
- Sistem i egzistencija. Um i neum u suvremenoj filozofiji, Zora, Zagreb 1970.
- Nova filozofija umjetnosti Antologija tekstova, odabrao i predgovor napisao D. P., Zagreb 1972.
- Hermeneutika, znanost i praktična filozofija, Logos, Sarajevo 1982. (1984.)
- Duh i sloboda, Ogledi i rasprave, Biblioteka Filozofska istraživanja, knj. 54, Zagreb 1992.
- Oproštaj od moderne, MH, Dubrovnik 1993.
- Suvremena filozofija Zapada, dopunjeno izdanje, MH, Zagreb. 1999.
- Veliki učitelji mišljenja, Naklada Ljevak, Zagreb 2002.